# Nehemes Bastet
Nehemes Bastet, die sogenannte Sängerin von Amun,  war eine altägyptische Priesterin und die Tochter des Hohepriesters des Amun, deren Körper als Mumie erhalten blieb. Ihr Sarg ist heute im Luxor-Museum in Ägypten ausgestellt.
Die Mumie wurde im Jahr 2012 im Rahmen der Grabungen am Grab KV64 in einem Holzsarkophag in einem Einkammergrab im Tal der Könige gefunden. Geleitet wurden die Grabungen von Susanne Bickel, die Professorin für Ägyptologie an der Universität Basel ist. Anhand von Untersuchungen wurde festgestellt, dass Nehemes Bastet eine ca. 1,55 m große Frau war, die mit etwa 20 Jahren verstarb. Die Inschriften auf dem Holzsarg nennen ihren Namen. Dem Text der außerdem am Fußende des Sarges gefundenen hölzernen Stele zufolge war Nehemes Bastet Tochter eines Priesters in Karnak und trug den Titel „Sängerin des Amun“. Auf der bemalten Holztafel ist eine junge Frau und damit wohl Nehemes Bastet selbst abgebildet.
Ägyptologen datieren den Fund auf die Zeit der 22. Dynastie (9. Jahrhundert v. Chr.).